# مارکلی ۲۲۱۳۲
سیارک ۲۲۱۳۲ (به انگلیسی: 22132 Merkley، نامگذاری:2000UD21) بیست و دو هزار و صد و سی و دومین سیارک کشف شده‌است که در ۲۴ اکتبر ۲۰۰۰ کشف شد.
قدر مطلق سیارک برابر ۱۷.۰ است.